# کنت روود
کنت روود (انگلیسی: Kenneth Ruud؛ زادهٔ ۱۶ سپتامبر ۱۹۶۹ دانشمند در زمینه شیمی نظری اهل نروژ است.